# Zelo domus Dei
Zelo domus Dei ("Mossi dallo zelo per la famiglia di Dio") è un breve apostolico di papa Innocenzo X del 26 novembre 1648, cui il pontefice tentò di impugnare solennemente, ma invano, alcuni articoli della Pace di Vestfalia ritenuti gravemente lesivi dei diritti della Chiesa Cattolica.
Il breve, a cui talora ci si riferisce erroneamente anche come Bolla, fu emanato appena 32 giorni dopo il trattato di Münster che insieme a quello di Osnabrück costituisce il complesso degli accordi che posero fine alla Guerra dei trent'anni.

## La storia del breve
I negoziati che portarono alla firma dei due trattati conobbero da subito la recisa opposizione del futuro Alessandro VII, Fabio Chigi, nunzio apostolico a Colonia tra il 1639 e il 1651, delegato pontificio inizialmente investito, dal congresso di pace, del ruolo di mediatore tra le potenze in causa, insieme all'ambasciatore veneziano Alvise Contarini.
Tuttavia, il rifiuto di Chigi di sottoscrivere la piattaforma di un accordo che garantiva quelle che per la Chiesa erano indebite concessioni agli eretici, e, d'altro canto, la ricusazione da parte della protestante Svezia di un mediatore così compromesso con Roma, furono fatali nell'inchiodare la Santa Sede ad un isolamento al quale contribuì pure l'atteggiamento della Francia che, rappresentata dallo spregiudicato Cardinal Mazzarino, non aveva avuto scrupolo a fare fronte comune con i protestanti. L'incarico della mediazione rimaneva dunque nelle mani del solo veneziano Contarini, in luogo della Sede apostolica che si ritrovava così al palo e costretta a rifugiarsi in una sterile quanto disperata riprovazione dei trattati da cui risultava di fatto esclusa e che rifiutò di ratificare.
Al Papa non restò dunque che censurare a posteriori, con una dichiarazione solenne, le convenzioni che decretavano, in modo di fatto unilaterale, perdite assai pesanti per la Chiesa Cattolica, a vantaggio dei protestanti: migliaia di chiese, conventi, monasteri e pie fondazioni nonché tre arcivescovadi e tredici vescovadi, che rappresentavano tutti i vescovadi della Germania settentrionale e centrale. Era sancita la possibilità di trasformare istituzioni ecclesiastiche in dominii civili (la cosiddetta secolarizzazione dei domini ecclesiastici), la libertà di culto per i principi e signorotti imperiali luterani e calvinisti, e la conferma del principio del Cuius regio, eius religio.

## Contenuto
Il breve si concentra esclusivamente su quei punti dei trattati di Münster e di Osnabrück che interessano i diritti ecclesiastici soprattutto in ambito patrimoniale, amministrativo e civile, dichiarandoli, unilateralmente, nulli e privi di valore e sciogliendo ogni cattolico dall'obbligo di osservarli.
Nella dichiarazione di nullità è fatta ricadere anche la clausola che esclude la possibilità di far valere contro il trattato qualsivoglia norma di diritto canonico o decreto dei concili ecumenici o regola degli Ordini o concordati con la Santa Sede, o altri decreti ecclesiastici, dispense, assoluzioni o eccezioni di sorta.
Nel ribadire che tutte le disposizioni della pace di Vestfalia, che in apertura il breve elenca in modo dettagliato, sono state assunte senza il consenso della Sede apostolica, il documento condanna anche l'allargamento del numero dei prìncipi elettori, senza la previa autorizzazione papale, e l'assegnazione dell'ottava dignità elettorale ad un principe protestante.
Rimangono invece incesurati gli altri punti del trattato e non viene messa in discussione la validità della pace stessa.

## Le conseguenze e il significato del breve nella Storia
Zelo domus Dei rimase completamente inascoltata. Sebbene alle rivendicazioni della Santa Sede si fossero unite quelle del duca Carlo di Mantova, del duca Carlo di Lorena, dell'arcivescovo di Salisburgo, nonché perfino del re di Spagna, tuttavia esse non ebbero la minima conseguenza sul piano politico.
Soddisfatto degli accordi faticosamente raggiunti con Massimiliano I di Baviera, e volendo scongiurare il rischio che un così drastico disconoscimento da parte del Papa potesse rimettere in discussione una pace costata trenta anni di guerra ed un secolo di lotte intestine, l'imperatore Ferdinando III ignorò totalmente il documento, lasciandolo cadere nel vuoto al punto di proibirne la diffusione in tutti i territori dell'Impero. Solo l'arcivescovo di Treviri, principe elettore, unico tra i prelati tedeschi, lo pubblicò entro i confini della sua giurisdizione.
Anche per questo, arrivato cento anni dopo l'Interim di Augusta che aveva introdotto in via provvisoria uno status quo ormai consolidato, Zelo domus Dei rappresenta in qualche modo il canto del cigno di quella che lungo tutto il medioevo era stata l'autorità del Sommo Pontefice sopra le potenze europee e la loro politica. Si trattò di un tentativo vano e sostanzialmente anacronistico di cassare quello che di fatto verrà ad essere l'atto costitutivo di un nuovo ordine internazionale ancora oggi vigente, fondato sul reciproco riconoscimento degli Stati in quanto pari tra loro e superiorem non recognoscentes, a prescindere dalla confessione religiosa dei propri sovrani. I princìpi su cui i monarchi europei convennero nella pace di Vestfalia, in barba ai reclami di Roma, diventarono parte integrante della Costituzione germanica fino alla fine del Sacro Romano Impero nel 1806, andando a fondare una comunità internazionale più simile a come la intendiamo oggi, disancorata da quell'idea medievale di "Cristianità" a cui faceva appello Zelo domus dei.
La futilità quasi patetica dell'anatema scagliato contro i trattati contribuisce a fare della Pace di Vestfalia una novità assoluta nel panorama politico europeo dell'epoca che, proprio mentre inaugurava una nuova concezione di Stato e di rapporti tra gli Stati, confinava il pontefice romano in un ruolo marginale sotto il profilo temporale, dal quale non uscirà più: non più autorità suprema della Res Publica Christiana o principio di legittimazione dell'ormai evanescente potere imperiale, in un'Europa frammentata in un caleidoscopio di confessioni, egli è tacitato, la sua diplomazia messa all'angolo, i suoi atti ufficiali passati per la prima volta sotto silenzio con una sovrana insubordinazione che, impossibile da punire, sancisce di fatto la definitiva emancipazione dall'autorità religiosa. Al Pontefice non restava, per la prima volta, che condannare disperatamente ciò che la Storia aveva già deciso non avesse più alcun potere di condannare.

## Estratto del testo originale
Sane cum intimo doloris sensu accepimus, quod per complures, unius Osnabrugis,[...] nec non alterius Pacis Monasterii Westphaliae[...], partibus, respective initarum transactionum Articulos gravissima Religioni Catholicae, Divino Cultui, Sedi Apostolicae et Romana, ac inferioribus Ecclesiis Ordinique Ecclesiastico, ac Jurisdictionibus, Autoritatibus, Immunitatibus, Libertatibus, Exemtionibus, Privilegiis, Rebus, Bonis ac Juribus illorum illata fuerunt Praejudicia.
Etenim Pactionibus [...], inter alia Bona Ecclesiastica alias ab Haereticis occupata, illis eorumque Successionibus in perpetuum addicuntur, Haereticis Augustanae, ut vocant, Confessionis liberum suae Haereseos Exercitium in plerisque locis permittitur, et locorum pro aedificandis ad hunc effectum Templis assignatio promittitur, ipsique cum Catholicis ad publica munia et officia, ad nonnullos Archi-Episcopatus, Episcopatus aliasque Dignitates et Beneficia Ecclesiastica,[...], Menses Papales, et hujusmodi Jura ac Reservationes, in Bonis Ecclesiasticis dictae Confessionis Augustanae excluduntur. [...]: Plures Archi-Episcopatus, Episcopatus, Monasteria, Praepositurae [...] et alia Beneficia et Bona Ecclesiastica, Principibus Haereticis, eorumque haeredibus, etiam sublata Denominatione Ecclesiastica in Feudum perpetuum sub Dignitatis Secularis Titulo conceduntur. Contra Pacem hujusmodi, [...] nulla Jura Canonica vel civilia [...], Conciliorum Decreta, Religiosorum Ordinum Regulas, Juramenta aut Concordata cum Romanis Pontificibus, [...] allegari, audiri vel admitti debere disponitur. Numerus septem Electorum Imperii olim Apostolica Autoritate praefinitus, sine Nostro et Sedis praefatae beneplacito, augetur et octavus Electoratus in favorem Caroli Ludovici, Comitis Palatini Rhein, Haeretici, instituitur, aliaque multa, quae pudet referre, Orthodoxae Religioni, Sedique praefatae ac Romanae et inferioribus Ecclesiis, caeterisque praemissis summopere praejudicialia et damnosa, decernuntur.
Et quamvis Venerabilis Frater Fabius, Episcopus Neritonensis, Noster et Sedis praefatae ad Tractum Rheni et Inferioris Germaniae Partes Nuncius extraordinarius, in Executionem Mandatorum Nostrorum fuerit palam, Nostro et ejusdem Sedis nomine, protestatus, ejusmodi Articulos esse irritos, nullos, iniquos, ac per non habentes potestatem temere contractos, atque pro talibus ab omnibus habendos, ac notissimi Juris sit, quamcunque Transactionem seu Pactionem in rebus Ecclesiasticis, sine praefatae Sedis autoritate factam, nullam, nulliusque roboris et momenti existere,  attamen, quo efficacius praemissorum indemnitati consultum sit, [...], motu proprio, [...] praedictos alterius seu utriusque Pacis hujusmodi Articulos, caeteraque in dictis Instrumentis contenta, quae Catholicae Religioni, Divino Cultui, Animarum Saluti, eidem Sedi Apostolicae Romanae et inferioribus Ecclesiis, ac Ordini et Statui Ecclesiastico,[...] seu Praejudicium etiam minimum afferunt, [...] ipso Jure nulla, irrita, invalida, iniqua, injusta, damnata, reprobata, inania, viribusque et effectu vacua omnino fuisse, esse, et perpetuo fore, neminemque ad illorum et cujuslibet eorum, etiamsi juramento vallati sint, observantiam teneri, neque ex illis cuiquam aliquod Jus vel Actionem, aut Titulum coloratum, vel causam praescribendi, etiamsi longissimi et immemorabilis temporis possessio, seu quasi possessio, etiam citra ullam interpellationem, seu interruptionem, subsequatur, acquisitum fuisse, nec esse, minusve ullo tempore acquiri et competere posse, neque illa ullum facere vel fecisse, atque perinde, ac si nequaquam emanassent, pro non extantibus et non factis perpetuo haberi debere, tenore earundem praesentium decernimus et declaramus.
Et nihilominus ad abundantiorem Cautelam, et quatenus opus sit Articulos praefatos aliaque praemissa, ut praefertur, praejudicialia, motu, scientia, deliberatione, et Potestatis plenitudine paribus damnamus, reprobamus, irritamus, cassamus, annullamus, viribusque et effectu evacuamus, et contra illa, deque eorum nullitate coram Deo protestamur. Et quatenus itidem opus sit, easdem Sedem Apostolicam, Romanamque et inferiores Ecclesias, ac quaelibet Loca pia, et quascunque Personas Ecclesiasticas, adversus illa in integrum ac pristinum, et eum, in quo ante praedictam, et quascunque alias assertas seu praetensas anteriores Transactiones, Pactiones seu Conventiones, circa praemissa ubicunque et quomodocunque factas, erant, statum restituimus, reponimus, ac plenarie redintegramus.
Praesentes quoque literas cum omnibus et singulis in eis contentis, etiam ex eo, quod praefati et quicunque alii etiam speciali mentione et expressione digni, et in praemissis, seu eorum aliquo, interesse habentes, seu habere quomodolibet praetendentes, illis nullatenus consenserint, [...] nullo unquam tempore de subreptionis, obreptionis, nullitatis, aut invaliditatis vitio, [...] notari, impugnari, invalidari, retractari, in Jus vel Controversiam revocari, aut ad Terminos Juris reduci posse, sed easdem praesentes semper validas, firmas et efficaces existere, et fore, [...] ac omnibus et singulis per quoscunque Judices Ordinarios et Delegatos, etiam Palatii Apostolici Auditores, nec non S. R. E. Cardinales, etiam de Latere Legatos, ac ejusdem Sedis Nuncios et quosvis alios, quacunque alia autoritate fungentes, nunc et pro tempore existentes, sublata eis et eorum cuilibet quavis aliter judicandi, declarandi et interpretandi facultate et autoritate, semper et ubique judicari et definiri debere, ac irritum et inane, quicquid secus super his a quoquam quavis autoritate scienter vel ignoranter contigerit, attentari decernimus.
Non obstantibus praemissis, ac quibusvis Constitutionibus et Ordinationibus Apostolicis [...] etiam in Conciliis universalibus editis, et [...] Legibus quoque Imperialibus et municipalibus, nec non quibusvis, etiam juramento, Confirmatione Apostolica, vel quavis firmitate alia roboratis Statutis, Usibus et Consuetudinibus, Privilegiis quoque indultis, Concessionibus et Literis Apostolicis, quibuscuuque locis et personis etiam Imperiali, Regali, et alia quavis sive Ecclesiastica sive mundana Dignitate fulgentibus [...] Quibus omnibus et singulis, [...] ad praemissorum effectum specialiter et expresse derogamus, ac derogatum esse volumus, caeterisque contrariis quibuscunque. [...]»
Così non è stato senza vivo dolore che abbiamo appreso come da vari articoli, tanto della pace concordata separatamente a Osnabrück [...] quanto della pace conclusa a Münster in Westfalia [...] sia stato recato gravissimo pregiudizio alla religione cattolica, alla devozione divina, alla Sede Apostolica e romana ed alle chiese minori ed agli ordini ecclesiastici, come pure alla loro giurisdizione, potere, immunità, franchigia, libertà, esenzioni, privilegi, affari, possedimenti e diritti.
Poiché, per vari articoli [...] sono stati abbandonati in perpetuo agli eretici ed ai loro successori tra le altre cose i possedimenti ecclesiastici, da essi in altro tempo occupati e agli eretici, seguaci della cosiddetta confessione di Augusta, viene concessa la libera pratica della loro eresia in vari luoghi, a loro vengono assegnati luoghi, su cui costruire templi a tal proposito; sono stati ammessi con i cattolici agli uffizi, cariche pubbliche e ad arcivescovati, vescovati ed altri benefizi e dignità ecclesiastici [...]; sono state soppresse nei possedimenti ecclesiastici della suddetta confessione di Augusta [...] i primi redditi papali e tutti i simili privilegi e riserve; [...] innumeri arcivescovati, vescovati, monasteri, parrocchie [...] ed altri benefizi ecclesiastici e possedimenti della Chiesa sono stati concessi a principi eretici e ai loro successori in feudo perpetuo, col titolo di una dignità secolare e la soppressione della loro designazione ecclesiastica; è stato decretato che contro questa pace [...] non debba essere [..] applicata [...] alcuna delle leggi canoniche [...], dei decreti conciliari, regole di ordini religiosi, giuramenti, o concordati con i pontefici roman [...]; il numero di sette elettori dell'Impero, precedentemente ratificato dall'apostolica autorità, è stato accresciuto senza il nostro consenso e quello della suddetta Sede, e l'ottavo elettorato è stato creato a favore di Carlo Luigi, conte palatino del regno, eretico; e sono state decretate molte altre cose spiacevoli da riferire, assai pregiudizievoli e dannose alla religione ortodossa ed alla suddetta Sede di Roma, alle chiese minori e ad altri menzionati sopra.
Tutto ciò è stato compiuto nonostante il nostro venerabile fratello Fabio, vescovo di Nardo, nunzio straordinario nostro e della Santa Sede nella terra del Reno e nella bassa Germania, abbia protestato pubblicamente a nome nostro e della suddetta Sede a seguito di nostre istituzioni, e questi articoli sono stati temerariamente redatti da persone, che non ne avevano la potestà; sono perciò senza valore, nulli, ingiusti e come tali devono essere da tutti considerati: è legalmente manifesto che qualsiasi accordo o disposizione riguardante materie ecclesiastiche, stabilito senza il consenso della Sede suddetta, è nullo e senza alcun effetto o validità. Nondimeno, desiderando un rimedio maggiormente efficace per la rettifica di tutto quanto sopra stabilito, [...] noi, di nostra propria volontà, [...] dichiariamo col presente documento che i suddetti articoli di questi trattati, [...] ed ogni altra cosa contenuta in detti trattati, che sia offensiva o rechi il più piccolo pregiudizio, o che potrebbe [...] considerarsi in qualche modo dannosa [...] alla religione cattolica, alla devozione divina, alla salvezza delle anime, alla detta Sede Apostolica romana, a chiese minori, ordini e domini ecclesiastici [...], sono e saranno legalmente ed in perpetuo nulli, di nessun valore, non validi, perversi, ingiusti, condannati, riprovati, vani e senza alcuna forza od effetto e che nessuno è tenuto ad osservarli, singolarmente o complessivamente, anche nel caso fossero rafforzati da giuramenti, e che nessuna ha potuto o potrà acquistare o reclamare per se stesso in nessun momento sulla loro base alcun diritto o carica o titolo valido o diritto prescrittivo, anche se il possesso durasse per lungo ed immemorabile tempo senza alcuna interruzione, né le sue richieste hanno alcun fondamento nella legge, così che esse dovranno essere per sempre considerate, come se non esistessero o non fossero mai state formulate ed approvate.
Inoltre, per maggiore precauzione, finché sarà necessario [...] condanniamo, riproviamo, estinguiamo, annulliamo e priviamo di ogni forza ed effetto i detti articoli e tutto quanto di pregiudizievole è stato sopra stabilito, e protestiamo contro essi e dichiariamo la loro nullità agli occhi di Dio. E per quanto è necessario, ripristiniamo, ristabiliamo e reintegriamo completamente tutto quanto concerne tali materie, la Sede Apostolica romana, le chiese minori, e tutti i luoghi sacri ed il clero nel loro primitivo ed integro stato, nella stessa posizione in cui si trovavano prima di detto decreto e di qualsiasi altro accordo, trattato o convenzione [...].
Noi decretiamo pure che, nel caso in cui le persone summenzionate ed altre, egualmente degne di particolare menzione e designazione, aventi interessi o pretese nelle cose suddette od in alcuna di esse, non avranno consentito al presente decreto [...], questo documento [...] non potrà mai ed in nessun caso essere contestato, invalidato, annullato o revocato con mezzi legali o polemici, contestato per legge [...]; ma che esso è e sarà in perpetuo valido [...]. E così e non altrimenti dovranno sempre giudicare [...] i giudici ordinali e gli uditori delegati del palazzo apostolico, come pure i cardinali della Santa Chiesa romana, i legati a latere e i nunzi della stessa Sede e tutti gli altri, qualsiasi autorità esercitino al presente: noi neghiamo a ciascuno e a ognuno di essi il diritto ed il potere di giudicare, dichiarare od interpretare altrimenti, dichiarando nulla e senza valore qualsiasi cosa proclamata contro il presente decreto [...] da qualsiasi persona od autorità.
Nonostante [...] tutte le altre costituzioni e decreti apostolici [...], inclusi quelli proclamati nei concili generali [...]; nonostante anche tutte le leggi imperiali e municipali e tutti gli statuti, usanze e costumi, che pur datassero da tempi immemorabili, privielgi, indulti, concessioni e lettere apostoliche [...] concesse ad ogni e qualsiasi luogo o persona, che goda della dignità Imperiale o regia o di qualsiasi altra dignità ecclesiastica o secolare [...]; da tutti questi e da ciascuno di essi, e da tutti gli altri contrari, qualunque siano, noi deroghiamo e vogliamo che si deroghi; specialmente ed espressamente, perché si effettuino le deliberazioni suddette [...].»

## Curiosità
La copia attualmente conservata negli Acta Apostolicae Sedis non fu pubblicata il 26 novembre 1648 ma il 20 agosto 1650, nella Typographia Reverendae Camerae Apostolicae.